# Pedro de la Llave y de la Llave
Pedro de la Llave y de la Llave (Talavera de la Reina, província de Toledo, 19 d'octubre de 1815 - Madrid, 18 de novembre, 1888) fou un militar i matemàtic espanyol, acadèmic de la Reial Acadèmia de Ciències Exactes, Físiques i Naturals.
El 1830 va ingressar al Real Col·legi d'Artilleria. Va ascendir a tinent en 1834 i lluità a la primera guerra carlina. De 1840 a 1848 fou professor de matemàtiques a l'Acadèmia d'artilleria i de 1848 a 1850 visità fàbriques, fortificacions i unitats a Gran Bretanya, França i Alemanya, alhora que estudià mecànica industrial amb Arthur Morin i Jean-Victor Poncelet. Al seu retorn fou director de l'Escola d'Aplicació d'Artilleria fins a 1858.
També fou Director del Memorial de l'Arma d'Artilleria i soci fundador de la Reial Societat Geogràfica d'Espanya. En 1868 fou escollit acadèmic de la Reial Acadèmia de Ciències Exactes, Físiques i Naturals, en la que ingressà el 1871 amb el discurs Reflexiones sobre la enseñanza de las Matemáticas. Va ser vicepresident de la comissió espanyola per a l'Exposició Universal de París (1878) i president de la Comissió de Monuments Històrics i Artístics de Segòvia. En 1879 fou ascendit a mariscal de camp.

## Obres
- Vocabulario español-francés de los términos de artillería y de los oficios y artes militares y civiles que tienen relación con ella (1848)
- Grabados y lemas de armas blancas (1882)